# ریجدیل (شهرستان همپشایر، ویرجینیای غربی)
ریجدیل (به انگلیسی: Ridgedale) یک منطقهٔ مسکونی در ایالات متحده آمریکا است که در شهرستان همپشر، ویرجینیای غربی واقع شده‌است.